# Shepherd, Texas
Shepherd là một thành phố thuộc quận San Jacinto, tiểu bang Texas, Hoa Kỳ. Năm 2010, dân số của xã này là 2319 người.

## Dân số
- Dân số năm 2000: 2029 người.
- Dân số năm 2010: 2319 người.